# Władimir Kotielnikow
Władimir Aleksandrowicz Kotielnikow (ros. Владимир Александрович Котельников, ur. 24 sierpnia?/6 września 1908 w Kazaniu, zm. 11 lutego 2005 w Moskwie) – radziecki fizyk radiowy, elektronik, dwukrotny Bohater Pracy Socjalistycznej (1969 i 1978).

## Życiorys
Studiował w Moskiewskiej Wyższej Szkole Technicznej im. Baumana i w Moskiewskim Instytucie Energetycznym, który ukończył w 1930, pracował w Naukowo-Badawczym Instytucie Łączności Armii Czerwonej, 1931-1938 był asystentem i docentem Moskiewskiego Uniwersytetu Energetycznego. W latach 1938–1941 kierował katedrą Moskiewskiego Uniwersytetu Energetycznego, był również inżynierem i głównym inżynierem w Instytucie ds. Radia i kierownikiem laboratorium w Centralnym Instytucie Łączności Ludowego Komisariatu Poczt i Telegrafów, 1941–1943 kierował laboratorium Państwowego Związkowego Instytutu Przemysłowo-Eksperymentalnego nr 56 w Ufie, a 1943–1944 szefem Wydziału Łączności Rządowej NKWD ZSRR. W latach 1944–1980 był profesorem, kierownikiem katedry i dziekanem Wydziału Radiotechnicznego Moskiewskiego Instytutu Energetycznego, 1953–1954 zastępcą dyrektora, 1954–1987 dyrektorem, a 1987–2005 dyrektorem honorowym Instytutu Radiotechniki i Elektroniki Akademii Nauk ZSRR/Rosyjskiej Akademii Nauk. W 1939 zbudował unikalną wielokanałową aparaturę telefoniczno-telegraficzną, zainstalowaną na trasie Moskwa-Chabarowsk, w 1947 utworzył „sektor prac specjalnych dla prowadzenia badań naukowych w celu stworzenia broni rakietowej”, w 1953 został akademikiem Akademii Nauk ZSRR. W 1960 podjął pracę w dziedzinie radioastronomii, prowadząc eksperymenty dotyczące radiolokacji planet – Wenus (1961–1964), Merkurego (1962), Marsa (1963) i Jowisza (1963). Jego badania umożliwiły rozpoczęcie przez ZSRR programu Wenera i wysłanie sond Wenera 15 i Wenera 16. W latach 1971–1980 był deputowanym, a 1973–1980 przewodniczącym Rady Najwyższej RFSRR, 1979–1989 sprawował mandat deputowanego do Rady Najwyższej ZSRR.
W 1974 r. został członkiem zagranicznym PAN.
Został pochowany na Cmentarzu Kuncewskim.

## Osiągnięcia
Jego wczesne prace dotyczyły teoretycznych ograniczeń transmisji danych przez różne media, takie jak komunikacja bezprzewodowa („eter”) i przewodowa, w kontekście wczesnej teorii informacji i przetwarzania sygnałów. Ważne w tej pracy jest uwzględnienie próbkowania sygnałów. Wprowadza pojęcie przepustowości, które odnosi się do maksymalnej szybkości, z jaką informacja może być przesyłana przez kanał komunikacyjny bez błędów. Praca Kotelnikowa stanowiła podstawę dla rozwoju komunikacji cyfrowej, omawiając wpływ szumów na przepustowość transmisji oraz porównując efektywność różnych mediów transmisyjnych.

## Odznaczenia i nagrody
- Złoty Medal „Sierp i Młot” Bohatera Pracy Socjalistycznej (dwukrotnie – 13 marca 1969 i 5 września 1978)
- Order Lenina (sześciokrotnie)
- Order „Za zasługi dla Ojczyzny” I klasy (21 września 2003)
- Order Za Zasługi dla Ojczyzny II klasy (6 lipca 1998)
- Order Rewolucji Październikowej (5 września 1983)
- Order Czerwonego Sztandaru Pracy (5 września 1988)
- Order „Znak Honoru”
- Nagroda Leninowska (1964)
- Nagroda Stalinowska (dwukrotnie – 1943 i 1946)
- Nagroda Rady Ministrów ZSRR
- Odznaka Za Zasługi dla Moskwy (26 sierpnia 2003)
- Złoty Medal im. Łomonosowa Akademii Nauk ZSRR (1981)
- Złoty Medal im. Popowa Akademii Nauk ZSRR (1974)
- Złoty Medal im. Kiełdysza Akademii Nauk ZSRR (1987)
- Złoty Medal im. A. G. Bella (2000)